# 福山知佐子
福山 知佐子（ふくやま ちさこ）は、日本の画家。
東京都新宿区西新宿生まれ。日本画家・毛利武彦に師事。「枯れた花」など植物を中心的なモチーフとして絵画作品を制作。詩集などの装画・装丁も手がけるほか、種村季弘の新聞挿画も描いている。
哲学者ジャック・デリダの著書『動物を追う、ゆえに私は（動物で）ある』の邦訳本（ちくま学芸文庫）に付されたエッセイの中で幼少期から動物の肉を食べないノン・ミート・イーターであることを自ら表明している。

## 画集
- 『花裂ける、廃絵逆めぐり』（テキスト：ジョルジョ・アガンベン、水沢勉、鵜飼哲、鈴木創士）、水声社、2021年

## 著書
- 『反絵、触れる、けだもののフラボン』水声社、2012年

## 監修・共著
- 『デッサンの基本』アトリエ・ハイデ編、ナツメ社、2012年

## パブリックコレクション
- 足利市立美術館